# Chaetopleura apiculata
Chaetopleura apiculata is een keverslak uit de familie der Chaetopleuridae. De wetenschappelijke naam van de soort werd in 1834 gepubliceerd door Thomas Say.
Chaetopleua apiculata kan 10 tot 19 mm lang worden.
Deze soort komt voor van Cape Cod in Massachusetts tot Florida.